# Hellinsia curvatura
Hellinsia curvatura – gatunek motyla z rodziny piórolotkowatych.

## Taksonomia
Gatunek ten opisany został po raz pierwszy w 2016 roku przez Ceesa Gielisa na łamach „Boletín de la Sociedad Entomológica Aragonesa”. Jako lokalizację typową wskazano São Joaquim w brazylijskim stanie Santa Catarina.

## Morfologia
Motyl osiągający 21 mm rozpiętości skrzydeł. Głowę ma błyszcząco białą z białymi czułkami i głaszczkami. Tułów wraz z tegulami mają kolor połyskująco biały. Skrzydło przednie powcinane jest do 3/5 długości. Ubarwienie wierzchu ma błyszcząco białe z bladoszarobrązowymi znakami, spodu bladoszarobrązowe, a strzępiny błyszcząco białe. Skrzydło tylne jest błyszcząco białe z wierzchu, bladoszarobrązowe od spodu, błyszcząco białe na strzępinach i opatrzone bladobrązowoszarymi łuskami na żyłkach. Odnóża są połyskująco białe. Te tylnej pary mają po dwie pary ostróg, z których środkowe są dłuższe niż boczne, a dystalne krótsze niż proksymalne. Na grzbiecie segmentów białego odwłoka od trzeciego do ósmego występują słabo odznaczające się szarawe linie.
Samiec ma wyposażone w krawędzie kukularne, niesymetrycznie zbudowane walwy – lewa jest zaopatrzona w długi, smukły i równomiernie zakrzywiony wyrostek sakularny osiągający ⅔ jej długości, prawa natomiast nie ma wyrostka sakularnego. Poza tym jego genitalia cechują się dwupłatowym tegumenem, nieco poszerzonym w części odsiebnej unkusem długości ⅔ tegoż, przysadzistą jukstą z dwoma niesymetrycznymi ramionami anellusa, wąskim winkulum oraz bardzo słabo zakrzywionym, na szczycie stępionym edeagusem bez cierni.

## Ekologia i występowanie
Owad neotropikalny, endemiczny dla Brazylii, znany tylko z lokalizacji typowej. Odnaleziony w styczniu na rzędnych 1400 m n.p.m.